# Министерство молодёжи и спорта Украины
Министерство молодёжи и спорта Украины (укр. Міністерство молоді та спорту України) — государственный орган исполнительной власти Украины с 4 марта 2020 года, деятельность которого направляется и координируется Кабинетом министров Украины. Министерство возглавляет Министр молодёжи и спорта Украины, которого назначает на должность Верховная Рада Украины в установленном законодательством порядке.

## Деятельность
Министерство молодёжи и спорта Украины образовано 28 февраля 2013 года путём реорганизации Министерства образования и науки, молодёжи и спорта Украины и Государственной службы молодёжи и спорта Украины.
Министерство молодёжи и спорта Украины входит в систему органов исполнительной власти и является главным органом в системе центральных органов исполнительной власти, который обеспечивает формирование и реализует государственную политику в молодёжной сфере, сфере физической культуры и спорта.
Основными задачами министерства является обеспечение формирования и реализация государственной политики в молодёжной сфере, сфере физической культуры и спорта, участие в формировании и реализации в пределах своей компетенции государственной политики в сфере волонтерской деятельности.
Министерство молодёжи и спорта организует и проводит чемпионаты Украины по видам спорта, признанным в стране, другие всеукраинские и международные спортивные мероприятия, обеспечивает участие национальных сборных команд Украины в международных соревнованиях, согласовывает проведение международных соревнований на территории Украины, комплектует в установленном порядке национальные сборные команды Украины по олимпийским и неолимпийским видам спорта, по видам спорта инвалидов для подготовки их к участию в международных спортивных соревнованиях.
29 августа 2019 года реорганизовано в Министерство культуры, молодёжи и спорта Украины. 4 марта 2020 года восстановлено.